# Agnès Ntube Ndode
Agnès Ntube Ndode est une femme politique camerounaise, sénatrice depuis 2013. Elle est aussi une femme d'affaires, élue présidente du Groupement des femmes d’affaires du Cameroun Gfac en 2015.

## Biographie

### Origines et carrière
Agnès Ntube Ndode, est originaire du Sud-Ouest du Cameroun.
Elle millite dans les rangs du Rdpc et devient sénatrice depuis 2013 et réélue pour la troisième fois en mars 2023 ,.
En tant que femme d'affaires, elle remplace feue Francoise Foning à la tête du Groupement des femmes d’affaires du Cameroun (Gfac), le 29 septembre 2015.  Avant son élection à ce poste, elle a été première vice-Présidente  de cette structure pendant 07 ans et présidente de l’antenne du Gfac pour sa région d'origine  durant 24 ans,,. 

### Vie privée
Agnès Ntube Ndode est mariée à monsieur Ndjock.